# ニュルンベルク交響楽団
ニュルンベルク交響楽団 (ニュルンベルクこうきょうがくだん、ドイツ語: Nürnberger Symphoniker) は、ドイツのバイエルン州ニュルンベルクに本拠を置くオーケストラ。

## 概要
1946年にフランケン州立フィルハーモニー管弦楽団として設立された。

1949年エーリッヒ・クロスが首席指揮者に就任、20年近く在任し楽団の基礎を築いた。
1963年にマイスタージンガーホールを本拠地と定め、現在のニュルンベルク交響楽団に改称した。
定期演奏会をはじめ、オペラ、バレエの公演、青少年向けのコンサート、野外コンサートなど、年間を通じて多彩な演奏活動を行っている。

レパートリーは、古典派からロマン派、現代音楽に至るまで幅広く、映画音楽の演奏にも積極的に取り組んでいる。
1993年には、テレビシリーズ「美女と野獣」の主題歌の録音によりグラミー賞(最優秀ポップス器楽演奏賞)を受賞した。

また、国際的な音楽祭への参加や、国内外への演奏旅行も頻繁に行っている。
近年では、アレクサンダー・シェリー、カーチュン・ウォンなどが首席指揮者を務めた。

## 首席指揮者
- エーリッヒ・クロス (1949年–1967年)
- オトマール・マーガ (1968年–1970年)
- ギュンター・ナイトリンガー (1971年–1974年)
- ヴェルナー・アンドレアス・アルベルト (1974年–1980年)
- クラウスペーター・ザイベル (1980年–1988年)
- ゲオルグ・シュメーエ (1989年–1992年)
- トーマス・ガブリッシュ (1994年–1997年)
- ジャック・ファン・ステーン (1997年–2002年)
- ベルンハルト・ギュラー (2005年–2009年)
- アレクサンダー・シェリー (2009年–2017年)
- カーチュン・ウォン (2018年–2022年)
- ジョナサン・ダーリントン (2022年– )